# Metoda gradientu prostego
Metoda gradientu prostego – algorytm numeryczny mający na celu znalezienie minimum lokalnego zadanej funkcji celu.
Jest to jedna z prostszych metod optymalizacji. Przykładami innych metod są metoda najszybszego spadku, czy metoda Newtona.

## Algorytm

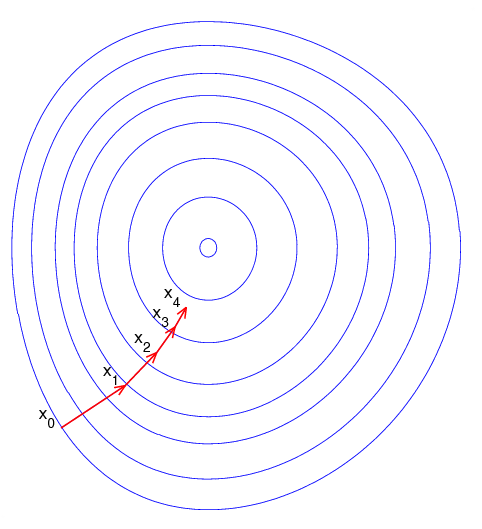
Ilustracja działania metody gradientu prostego. Widoczne są pierwsze 4 kroki algorytmu dla dwuwymiarowej funkcji celu.

### Zadanie
Metoda gradientu prostego jest iteracyjnym algorytmem wyszukiwania minimum zadanej funkcji celu {\displaystyle f{:}}
{\displaystyle f\colon D\mapsto \mathbb {R} ,}
gdzie {\displaystyle D\subset \mathbb {R} ^{n}.}
Założenia dla metody są następujące:
- {\displaystyle f\in \mathrm {C} ^{1}} (funkcja jest ciągła i różniczkowalna),
- {\displaystyle f} jest ściśle wypukła w badanej dziedzinie.

### Opis
Na samym początku algorytmu wybierany jest punkt startowy {\displaystyle \mathbf {x_{0}} \in D.} W punkcie tym obliczany jest kierunek poszukiwań {\displaystyle \mathbf {d_{k}} \in D.} Punkt w następnym kroku obliczany jest według wzoru:
{\displaystyle \mathbf {x_{k+1}} =\mathbf {x_{k}} +\alpha _{k}\mathbf {d_{k}} ,}
jeśli obliczony punkt nie spełni warunku stopu algorytmu, całe postępowanie jest powtarzane.
Kierunkiem poszukiwań w metodzie gradientu prostego jest antygradient funkcji celu {\displaystyle -\nabla f(\mathbf {x_{k}} ).}
Współczynnik {\displaystyle \alpha _{k}} jest współczynnikiem długości kolejnych kroków. W wielu przypadkach przyjmuje się stałe niewielkie wartości:
{\displaystyle \alpha _{k}=\alpha ={\textrm {const}}.}
Jeśli {\displaystyle f} jest funkcją kwadratową o dodatnio określonym hesjanie {\displaystyle H} to można przyjąć:
{\displaystyle 0<\alpha <{\frac {1}{\lambda }}.}
gdzie {\displaystyle \lambda } jest największą wartością własną macierzy {\displaystyle H.}
Współczynnik {\displaystyle \alpha _{k}} może również dynamicznie zmieniać się podczas procesu szukania minimum. Kolejne kroki w algorytmie powinny być wybierane tak aby:
{\displaystyle f(\mathbf {x_{0}} )>\dots >f(\mathbf {x_{k}} )>f(\mathbf {x_{k+1}} ).}
Jeżeli warunek ten nie jest w danym kroku spełniony, to należy powtórzyć krok z mniejszą wartością {\displaystyle \alpha _{k}.}
Algorytm ogólnie można zapisać:
1. Wybierz punkt startowy {\displaystyle \mathbf {x_{0}} .}
2. {\displaystyle \mathbf {x_{k+1}} =\mathbf {x_{k}} -\alpha _{k}\nabla f(\mathbf {x_{k}} ).}
3. Sprawdź kryterium stopu, jeśli jest spełniony to STOP.
4. Jeżeli {\displaystyle f(\mathbf {x_{k+1}} )\geqslant f(\mathbf {x_{k}} )} to zmniejsz wartość {\displaystyle \alpha _{k}} i powtórz punkt 2 dla kroku {\displaystyle k}-tego.
5. Powtórz punkt 2 dla następnego kroku {\displaystyle (k+1).}

### Kryterium stopu
W celu określenia, czy punkt w danym kroku dostatecznie dobrze przybliża minimum funkcji celu w metodzie gradientu prostego, można użyć następujących kryteriów stopu (dla zadanej precyzji {\displaystyle \epsilon } oraz normy {\displaystyle \|{\cdot }\|}):
{\displaystyle \|\nabla f(\mathbf {x_{k}} )\|\leqslant \epsilon ,\quad {}} (test stacjonarności)
{\displaystyle \|\mathbf {x_{k+1}} -\mathbf {x_{k}} \|\leqslant \epsilon .}

### Zbieżność
Metoda gradientu prostego jest metodą o zbieżności liniowej. Oznacza to, iż przy spełnieniu założeń metody, odległości pomiędzy kolejnymi przybliżeniami a minimum funkcji {\displaystyle \mathbf {x} ^{*}} maleją liniowo:
{\displaystyle \|\mathbf {x} ^{*}-\mathbf {x_{k+1}} \|\leqslant c\|\mathbf {x} ^{*}-\mathbf {x_{k}} \|.}

### Przykład
Na poniższych rysunkach zilustrowane zostały kolejne kroki metody gradientu prostego dla funkcji:

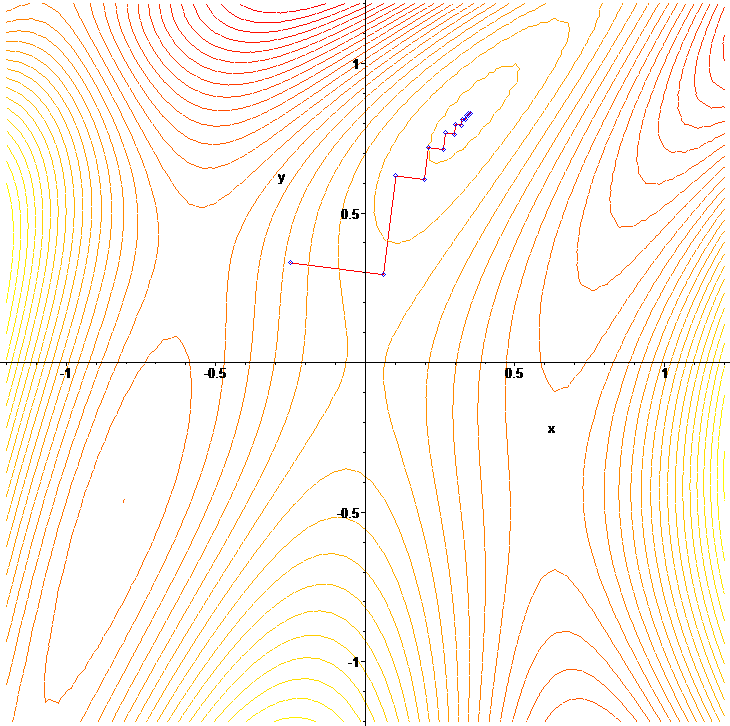
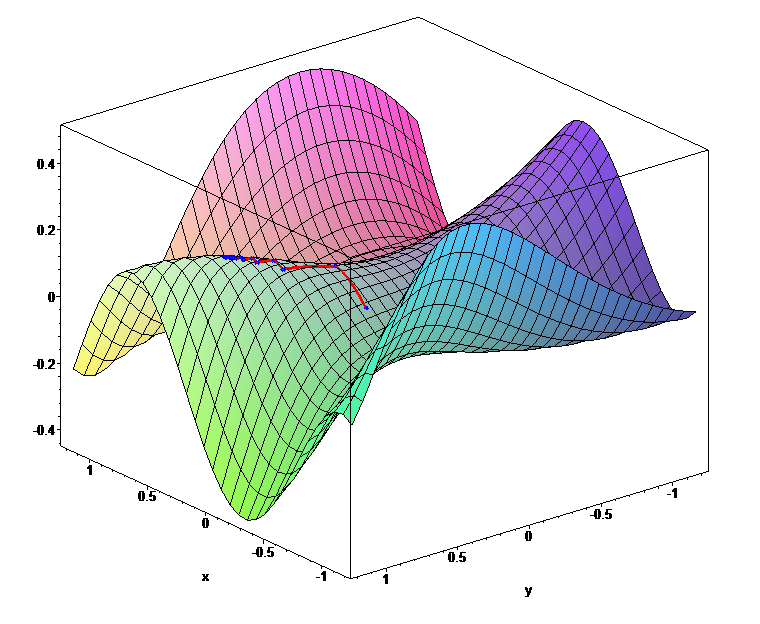

{\displaystyle F(x,y)=\sin \left({\frac {1}{2}}x^{2}-{\frac {1}{4}}y^{2}+3\right)\cos(2x+1-e^{y}).}